# 何申
何申（1951年1月—2020年2月21日），原名何兴身，男，天津人，中华人民共和国作家，曾任河北省作家协会副主席，第九、十届全国人大代表。